# Fritz Schleßmann

Fritz Schleßmann

Fritz Schleßmann, eigentlich Georg Friedrich Schleßmann, (* 11. März 1900 in Essen; † 31. März 1964 in Dortmund) war ein deutscher Polizist, SS-Obergruppenführer und Politiker (NSDAP) zur Zeit des Nationalsozialismus; u. a. Polizeipräsident in Essen sowie von Bochum, stellvertretender Gauleiter in Essen und Mitglied des Reichstags.

## Leben und Wirken
Schleßmann war der Sohn eines Schlossers. Er meldete sich nach dem Volks- und Realschulbesuch gegen Ende des Ersten Weltkrieges als Kriegsfreiwilliger zum Dienst auf einem U-Boot bei der Kaiserlichen Marine. Nach Kriegsende war Schleßmann noch bis zu seiner Ausmusterung 1919 Marinesoldat auf einem Minensuchboot. Schleßmann erlernte anschließend den Beruf eines Technikers und schloss die Ausbildung an der Maschinenbauschule im Essener Ostviertel 1922 ab.
Mitte Dezember 1922 wurde Schleßmann Mitglied der NSDAP, der er nach dem Parteiverbot erneut beitrat (Mitgliedsnummer 25.248). Schleßmann war auch Mitglied der SA und bereits Anfang der 1920er Jahre SA-Führer in Essen. In der SA erreichte er 1927 den Rang eines Standartenführers. Er wechselte 1930 zur SS (SS-Nr. 2.480), wo er bis November 1944 zum SS-Obergruppenführer aufstieg. Als SS-Führer leitete er die 22. SS-Standarte. Schleßmann gehörte zum Stab des Reichsführers SS Heinrich Himmler.
Von 1932 bis 1933 war Schleßmann Mitglied des Preußischen Landtags und ab der 9. Wahlperiode seit November 1933 Mitglied des nationalsozialistischen Reichstags, dem er bis zum Ende der NS-Herrschaft im Frühjahr 1945 als Abgeordneter für den Wahlkreis 18 (Westfalen-Süd) angehörte.
Schleßmann wurde im April 1934 zum Polizeipräsidenten in Bochum ernannt und war ab 1937 Polizeipräsident von Essen. Auf sein Gesuch hin wurde Schleßmann im Januar 1940 aus diesem Amt entlassen, um wieder hauptamtlich als Parteifunktionär tätig zu werden. Eine Verwendung Schleßmanns als Höherer SS- und Polizeiführer West kam aufgrund mangelnder Eigenschaften nicht zustande. Bereits 1928 wurde Schleßmann stellvertretender Gauleiter in Essen unter Josef Terboven und blieb dies, nach einem Anfang 1931 erfolgten vorübergehenden Wechsel (Dezember 1930 bis November 1939) zum Gau Westfalen-Süd, bis zum Frühjahr 1945.
Nachdem Terboven im Frühjahr 1940 zum Reichskommissar für Norwegen ernannt worden war, war Schleßmann kommissarisch als geschäftsführender Gauleiter im Amt.
Noch vor Kriegsende tauchte Schleßmann (alias „Fritz Selig“) mit seiner Geliebten in Essen-Steele unter, wurde jedoch am 15. April 1945 durch die US-Army festgenommen und kam später in das Internierungslager Staumühle. In einem Spruchkammerverfahren in Detmold-Hiddesen erfolgte seine Verurteilung zu fünf Jahren Haft, die er bis Mitte Juni 1950 im Gefängnis Esterwegen verbüßte. Danach wurde er in Düsseldorf als Minderbelasteter entnazifiziert und lebte anschließend als Kaufmann in Essen.

## Nero-Befehl
„An die Bevölkerung der Kreise Duisburg, Oberhausen, Dinslaken und Rees! Der Feind hat auf dem rechten Ufer des Niederrheins Brückenköpfe errichtet. Es muss damit gerechnet werden, dass er unter Einsatz seiner schweren Bomber und schwerster Artilleriewaffen, wenn auch nur vorübergehend, weiter vorrückt und in unsere Großstädte eindringt... Der Feind wird mit brutalster Härte wieder herausgehauen werden. Kein Mittel wird gescheut, unsere niederrheinische Heimat, unsere Städte an Ruhr und Niederrhein, wieder freizukämpfen... In diesem Kampfgebiet dürfen Frauen und Kinder nicht mehr sein. Verpflegung, Wohnung, Brot, Milch, Wasser, Licht usw. werden ausfallen. Lebensmöglichkeiten wird es nicht mehr geben. Die totale Räumung ist daher zwingendes Gebot!“

Schleßmann führt damit Hitlers Nerobefehl aus. Alle Zivilisten sind zu entfernen, jede Infrastruktur ist zu zerstören, um dem Feind „verbrannte Erde“ zu hinterlassen.

## Auszeichnungen
| Schleßmanns SS-Ränge | Schleßmanns SS-Ränge |
| Datum                | Rang                 |
| -------------------- | -------------------- |
| März 1931            | SS-Standartenführer  |
| November 1933        | SS-Oberführer        |
| Januar 1936          | SS-Brigadeführer     |
| Januar 1942          | SS-Gruppenführer     |
| November 1944        | SS-Obergruppenführer |

- U-Bootabzeichen (1918)
- Eisernes Kreuz II. Klasse (1939)
- Kriegsverdienstkreuz I. und II. Klasse mit Schwertern
- Goldenes Parteiabzeichen der NSDAP
- Ehrendegen des Reichsführers SS
- Totenkopfring der SS
- SS-Dienstauszeichnungen